# دانشگاه علوم پزشکی البرز
دانشگاه علوم پزشکی و خدمات بهداشتی درمانی البرز یکی از دانشگاه‌های دولتی ایران و تحت پوشش وزارت بهداشت درمان و آموزش پزشکی واقع در شهر کرج، استان البرز می‌باشد. این دانشگاه با هفت معاونت، هفت دانشکده، پنج شبکهٔ بهداشت و درمان و ۱۹ بیمارستان فعالیت می‌کند.

## تاریخچه
دانشکده علوم پزشکی کرج براساس تصویب‌نامه بهمن ۱۳۸۵ شورای گسترش دانشگاه‌های علوم پزشکی کشور به عنوان یکی از زیرمجموعه‌های دانشگاه علوم پزشکی ایران در بهمن ماه سال ۱۳۸۶ با ۶ رشته کاردانی در شهر کرج آغاز به کار نمود. در سال ۸۹ و پس از ادغام دانشگاه علوم پزشکی ایران با دانشگاه علوم پزشکی تهران دانشکده علوم پزشکی کرج از دانشگاه مادر منفک و به‌صورت مستقل به فعالیت خود ادامه داد. این دانشکده به موجب مصوبه شورای گسترش دانشگاه‌ها مورخ آبان ۱۳۹۰ به دانشگاه علوم پزشکی و خدمات بهداشتی درمانی البرز ارتقا یافت و متولی امور بهداشتی، درمانی و آموزش پزشکی استان البرز گردید.

## پردیس دانشگاه
در سال ۱۳۹۱ کلنگ ساخت مجموعه پردیس دانشگاهی دانشگاه علوم پزشکی البرز که شامل سازمان مرکزی و معاونت‌ها، ۸ دانشکده (پزشکی، دندان‌پزشکی، پرستاری، داروسازی، بهداشت، پیراپزشکی، توانبخشی و تغذیه) و همچنین زمین و سالن‌های ورزشی، کتابخانه جامع و کوی دانشجویی و سایر اماکن و تأسیسات مورد نیاز در زمینی به مساحت ۳۳ هکتار به زمین زده شد.
دانشکده پزشکی، اولین دانشکده تأسیس شده در پردیس بود که در سال ۱۳۹۷ به آنجا منتقل شد.

## دانشکده‌ها

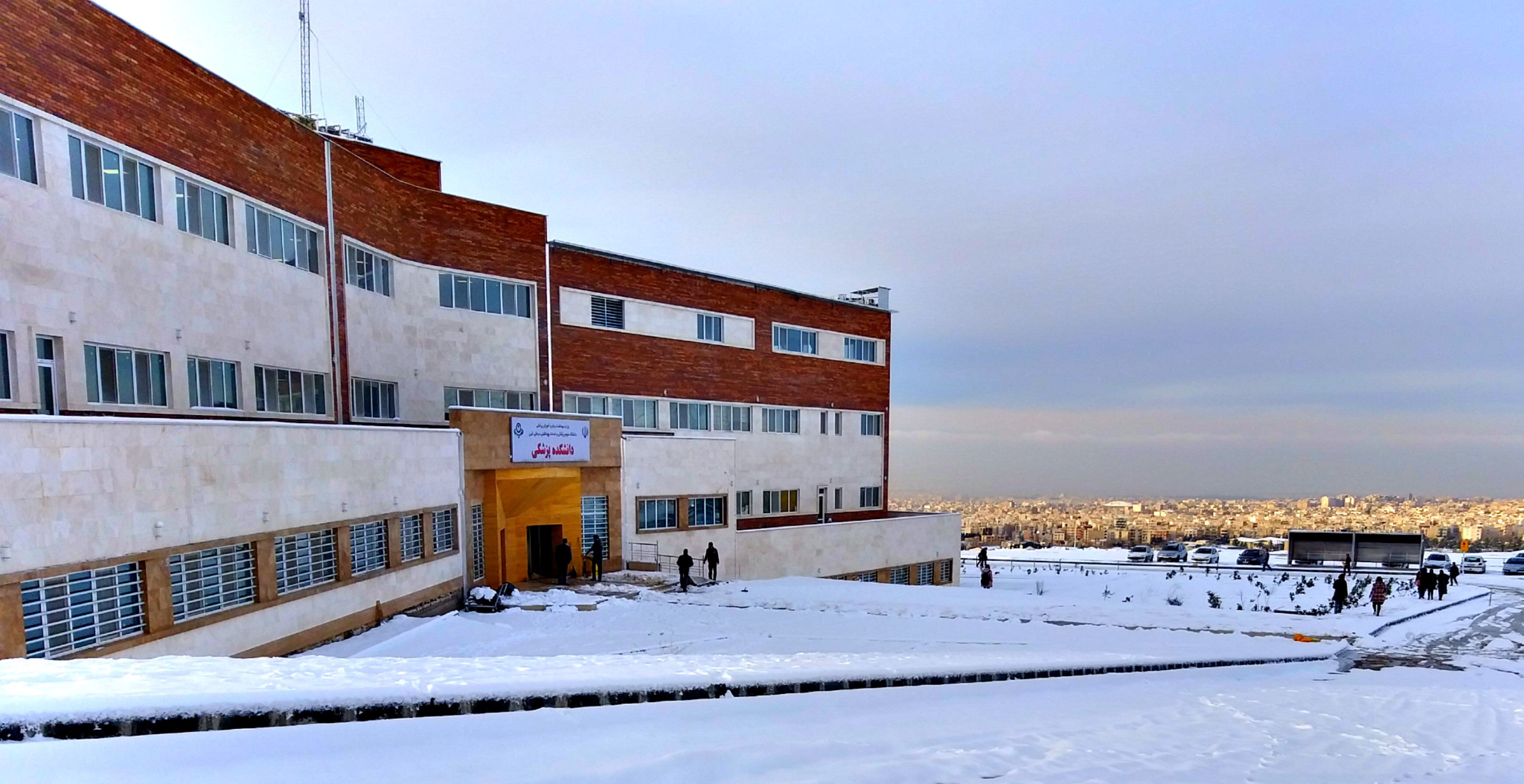
نمایی از دانشکده پرستاری و پیراپزشکی در زمستان

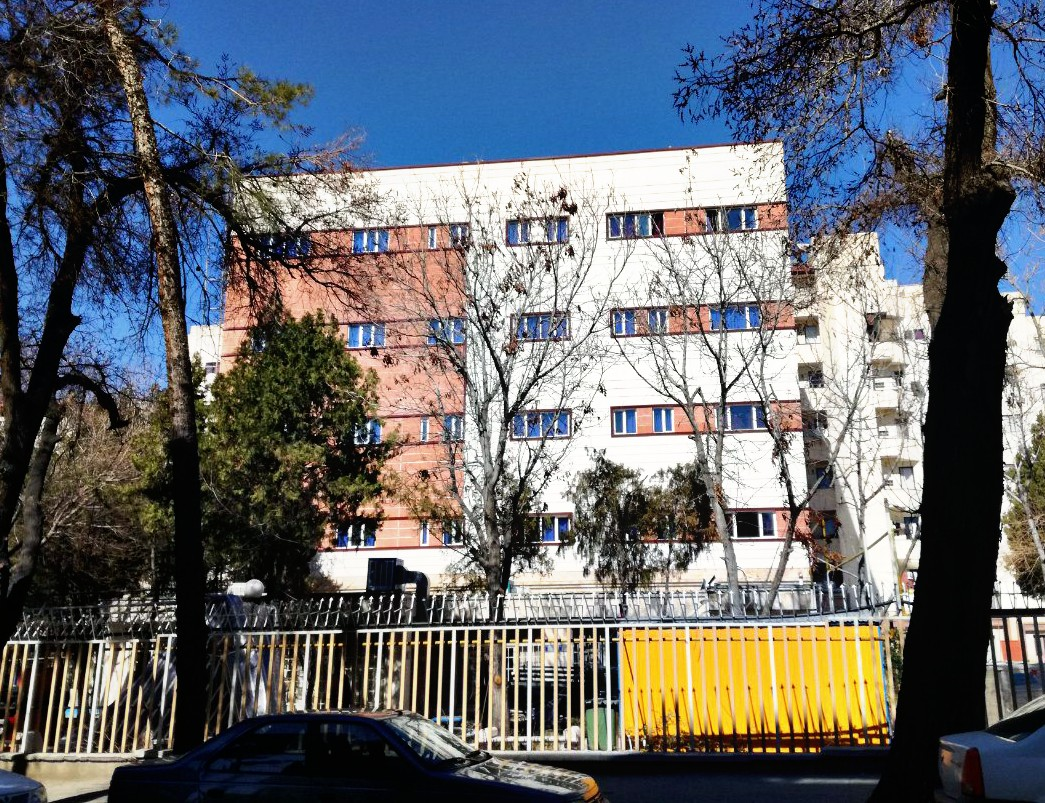
دانشکده دندان‌پزشکی

- دانشکده پزشکی واقع در گوهردشت بلوار نبوت خیابان بوعلی بالاتر از دانشگاه هنر
- دانشکده دندانپزشکی واقع در ۴۵ متری گلشهر خیابان کتوئی زاده
- دانشکده پرستاری البرز واقع در گوهردشت بلوار نبوت خیابان بوعلی بالاتر از دانشگاه هنر
- دانشکده پیراپزشکی واقع در واقع در گوهردشت بلوار نبوت خیابان بوعلی بالاتر از دانشگاه هنر
- دانشکده بهداشت واقع در باغستان، خیابان اشتراکی، خیابان گلستان یکم
- دانشکده داروسازی واقع در عظیمیه، بلوار ولی‌عصر، جنب بیمارستان امام علی (ع)
- دانشکده فوریت‌های پزشکی واقع در گوهردشت بلوار نبوت خیابان بوعلی بالاتر از دانشگاه هنر
- دانشکده مامایی واقع در گوهردشت بلوار نبوت خیابان بوعلی بالاتر از دانشگاه هنر

## بیمارستان‌ها
- بیمارستان البرز
- بیمارستان شهید مدنی
- بیمارستان کمالی
- بیمارستان شهید باهنر
- بیمارستان قلب شهید رجایی[۶]
- بیمارستان کسری
- بیمارستان دکتر شریعتی
- بیمارستان قائم
- بیمارستان امام علی
- بیمارستان ثارالله
- بیمارستان امام خمینی
- بیمارستان مریم
- بیمارستان تخت جمشید
- بیمارستان کوثر
- بیمارستان چشم‌پزشکی نور البرز
- بیمارستان فوق تخصصی آرام کرج
- بیمارستان حاج قاسم سلیمانی فردیس
- بیمارستان امام حسن مجتبی نظرآباد

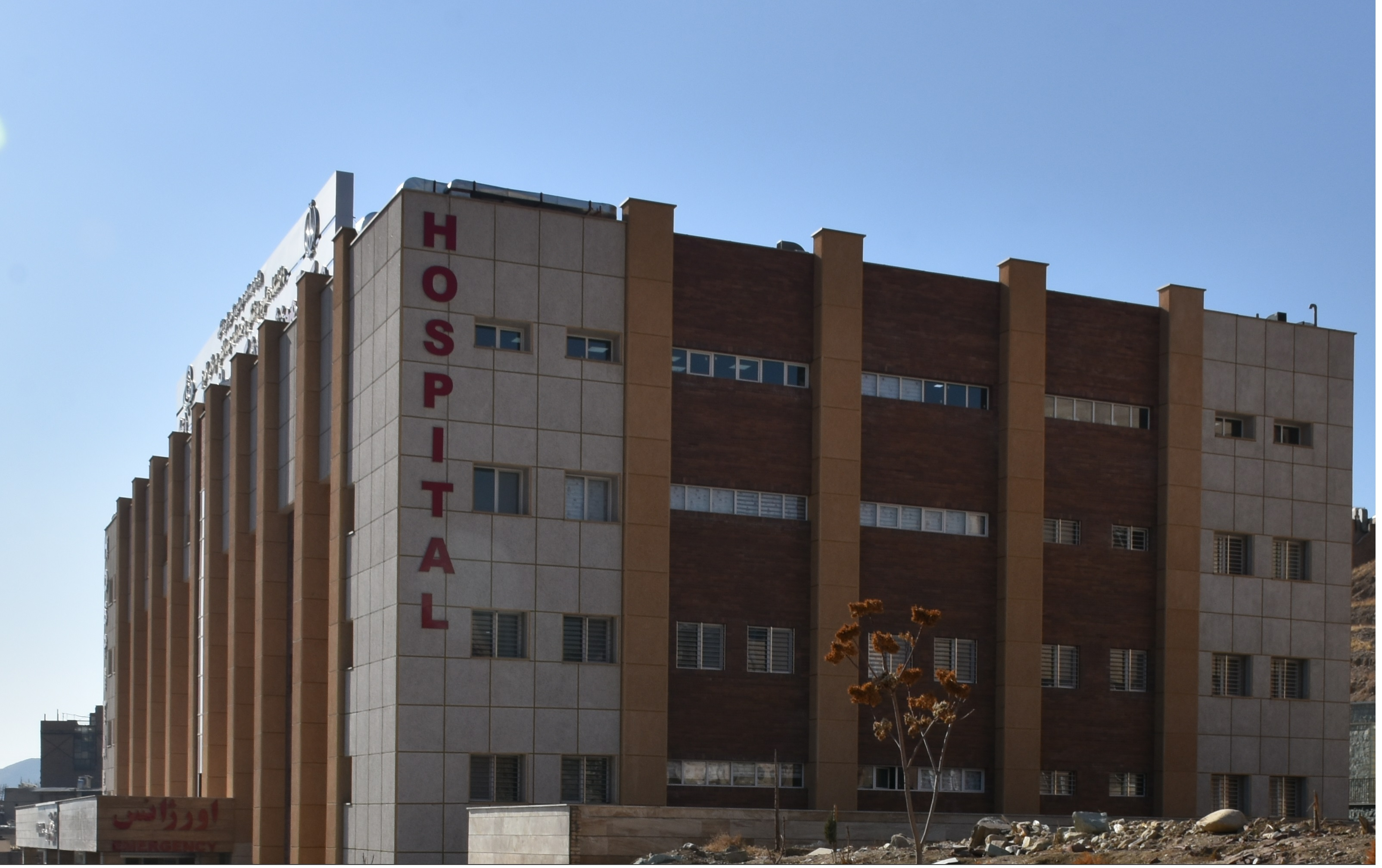
بیمارستان امام علی

- بیمارستان امام جعفر صادق  ساوجبلاغ
- بیمارستان فاطمه الزهرا اشتهارد
- مرکز درمان بستر شهید البرزی طالقان[۷]

## امکانات

### کتابخانه‌ها
- کتابخانه مرکزی در دانشکده پزشکی
- کتابخانه دانشکده دندان پزشکی
- کتابخانه دانشکده بهداشت
- کتابخانه دانشکده پیراپزشکی

### مراکز تحقیقاتی
- مرکز تحقیقات بهداشت ایمنی و محیط
- مرکز تحقیقات مکمل‌های غذایی و پروبیوتیک
- مرکز تحقیقات عوامل اجتماعی مؤثر بر سلامت
- مرکز تحقیقات بیماری‌های غیر واگیر
- مرکز تحقیقاتی گیاه درمانی و طب مکمل مبتنی بر شواهد[۲][۸]